# Изобретение лжи
«Изобретение лжи» (англ. The Invention of Lying) — фантастический фильм, первый полнометражный фильм комика Рики Джервейса, действие которого происходит в мире, где никто не знает, что такое ложь. Но ситуация складывается таким образом, что главный герой, Марк Беллисон произносит первую ложь. За ней — вторую… И жизнь его изменилась навсегда.
На стадии производства фильм носил название «Обратная сторона правды» (англ. This Side of the Truth).

## Сюжет
Действие фильма разворачивается в мире, где нет лжи, и люди говорят то, что думают, и им даже в голову не приходит сдерживать свои комментарии. Особо драматической выглядит реклама, в которой нет преувеличений и гиперболизации, а художественные фильмы в этом мире представляют собой чтение перед экраном сценариев, которые являются буквальным пересказом исторических событий.
Марк Беллисон — сценарист-неудачник, которому то и дело повторяют, что он — жирный неудачник. Такого же мнения и Анна Макдуглас, согласившаяся на свидание с Марком.
На следующий день Марка увольняют с работы как самого неудачного сценариста. А тут ещё нужно оплатить аренду квартиры, а на счету в банке всего 300 долларов. Марк приходит в банк снять остаток со счета и тут ему в голову приходит мысль сказать, что на счету у него 800 долларов. В мире, где никто не лжет, к человеку доверия больше, чем к технике, поэтому запрашиваемую сумму Марк получает в тот же момент.
Освоив элементарные навыки обыкновенной лжи, Марк начал совершенно новую жизнь: он пишет сценарий, который на студии признают лучшим, он развивает отношения с Анной, которая дает ему второй шанс. А у кровати умирающей матери Марк, чтобы облегчить её страдания, рассказывает о благах, которые можно обрести после смерти. Таким образом, вчерашний неудачник-сценарист становится основателем первой в этом мире религии.

## В ролях
- Рики Джервейс — Марк Беллисон
- Дженнифер Гарнер — Анна Макдуглас
- Роб Лоу — Брэд Кеслер
- Луи Си Кей — Грег Клейншмидт
- Джона Хилл — Френк Фосетт
- Тина Фей — Шелли Бейли
- Джеффри Тэмбор — Энтони Джеймс
- Джимми Симпсон — Боб Скотт
- Фионнула Флэнаган — Марта Беллисон
- Мартин Старр — официант
- Стефани Марч — блондинка
- Джейсон Бейтман — доктор (камео)
- Стивен Мёрчант — мужчина, которого пытались ограбить (камео)
- Филип Сеймур Хоффман — Джим, бармен (камео)
- Эдвард Нортон — полицейский (камео)

## Критика
Фильм получил смешанные отзывы кинокритиков. На агрегаторе рецензий Rotten Tomatoes рейтинг одобрения составляет 55 % на основании 188 обзоров со средней оценкой 5,8 из 10. Консенсус сайта гласит: «Он не совсем выполняет свое обещание и слишком сильно полагается на заезженные романтические комедийные образы, но фильм необычайно хитрый и смешной».
На Metacritic — 58 баллов из 100 на основе 31 обзора.
Кинокритик Роджер Эберт оценил фильм в 3,5 звезды из 4.